# Bruno Rodzik
Bruno Rodzik, właśc. Bronisław Rodzik (ur. 29 maja 1935 w Giraumont, zm. 12 kwietnia 1998 w Thionville) – francuski piłkarz polskiego pochodzenia, zawodnik reprezentacji Francji na Euro 1960.

## Tytuły
- Division 1 w 1958, 1960, 1962 ze Stade de Reims
- Puchar Europy: zdobywca drugiego miejsca w 1959 ze Stade de Reims